# Parc du poulain
Le parc du poulain (en finnois : Varsapuisto) est un parc du quartier de Kluuvi à Helsinki en Finlande.

## Description
Le parc est situé dans le triangle délimité par la rue Kaisaniemenkatu, la rue Yrjö-Koskisen et la rue Unioninkatu.
Il faisait partie du parc de Kaisaniemi mais il en a été détaché par la construction de la rue Kaisaniemenkatu.
Le parc tient son nom de la statue nommée "l'amour maternel" sculptée en 1928 par Emil Cedercreutz qui représente un poulain et sa mère.

## Galerie

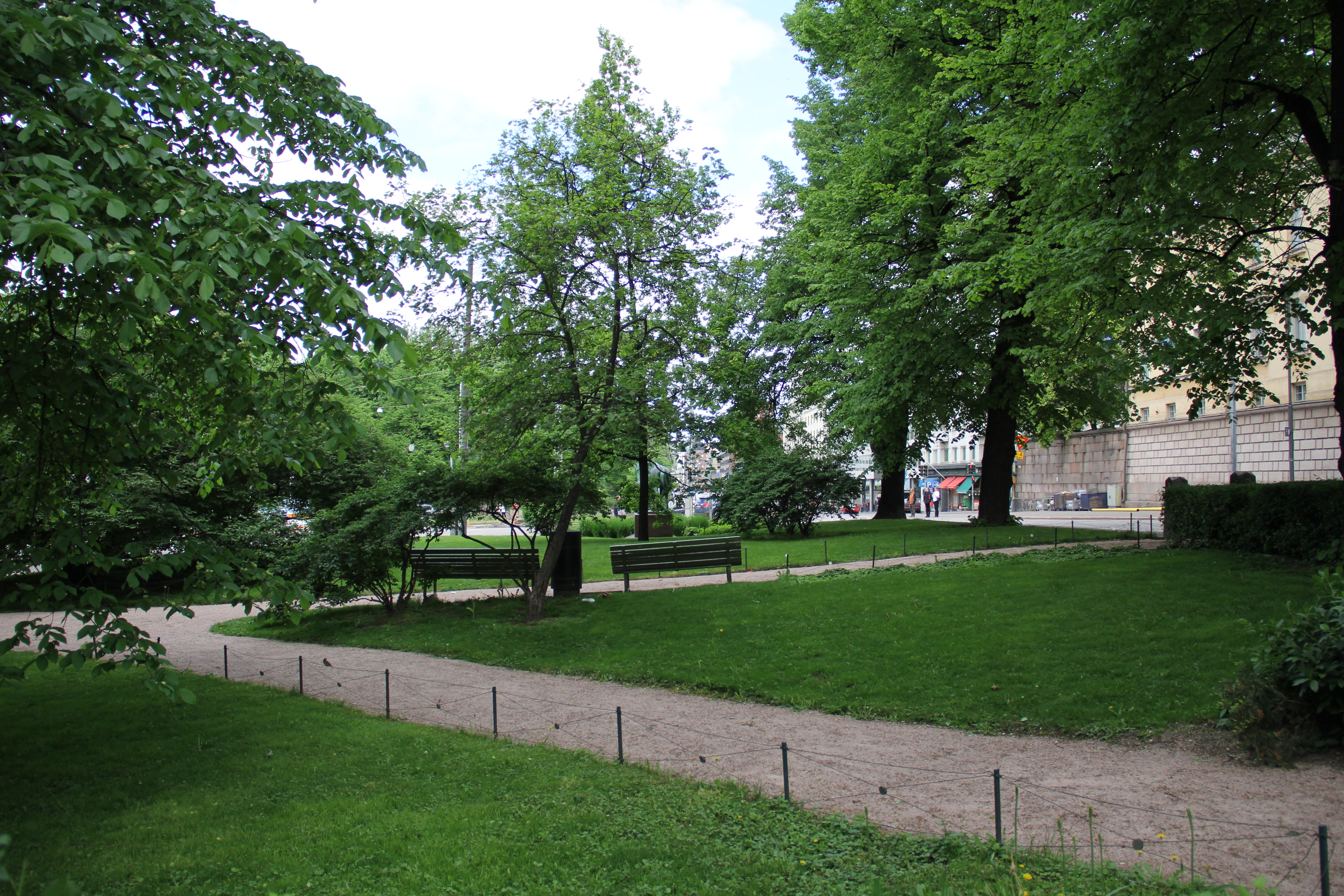
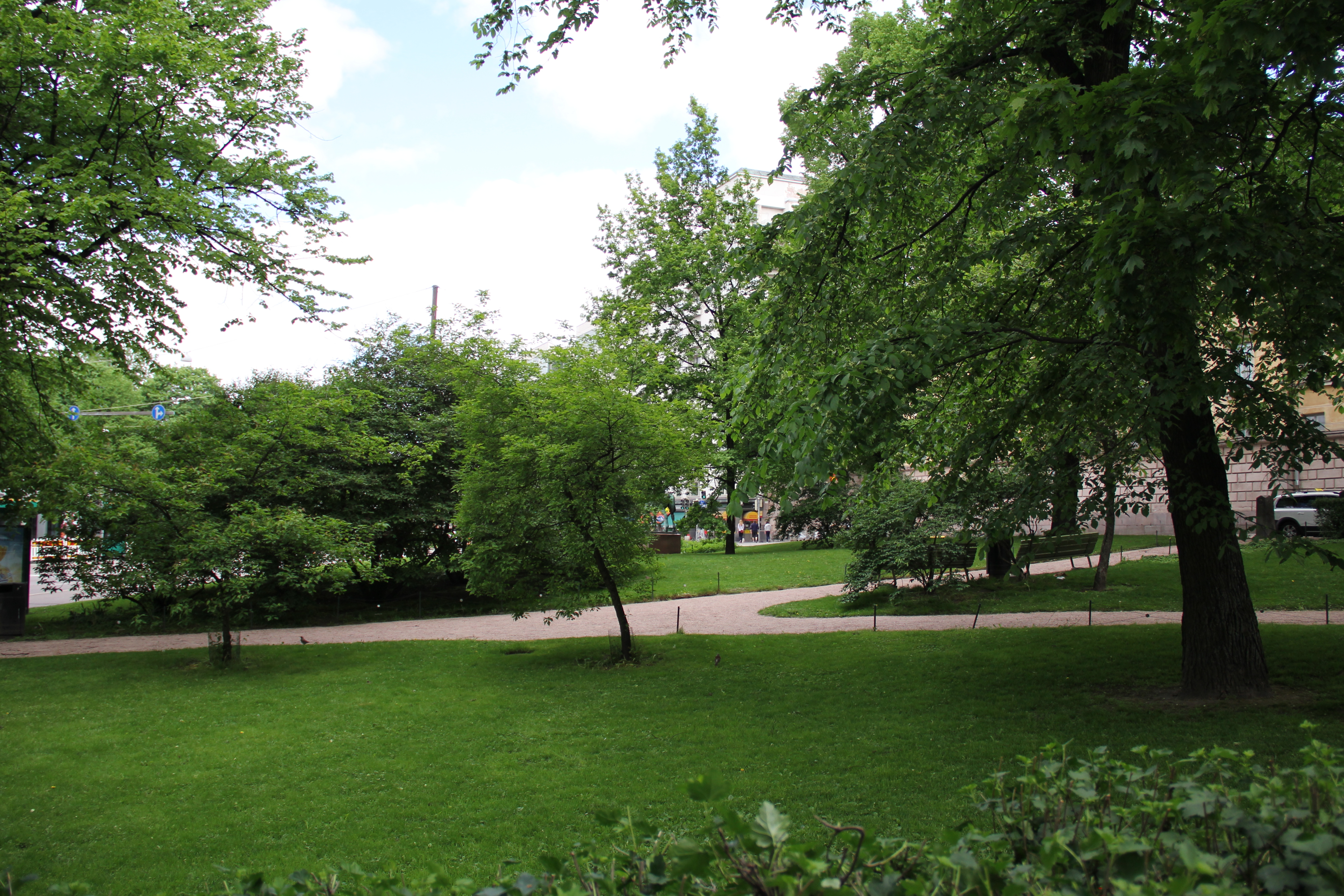
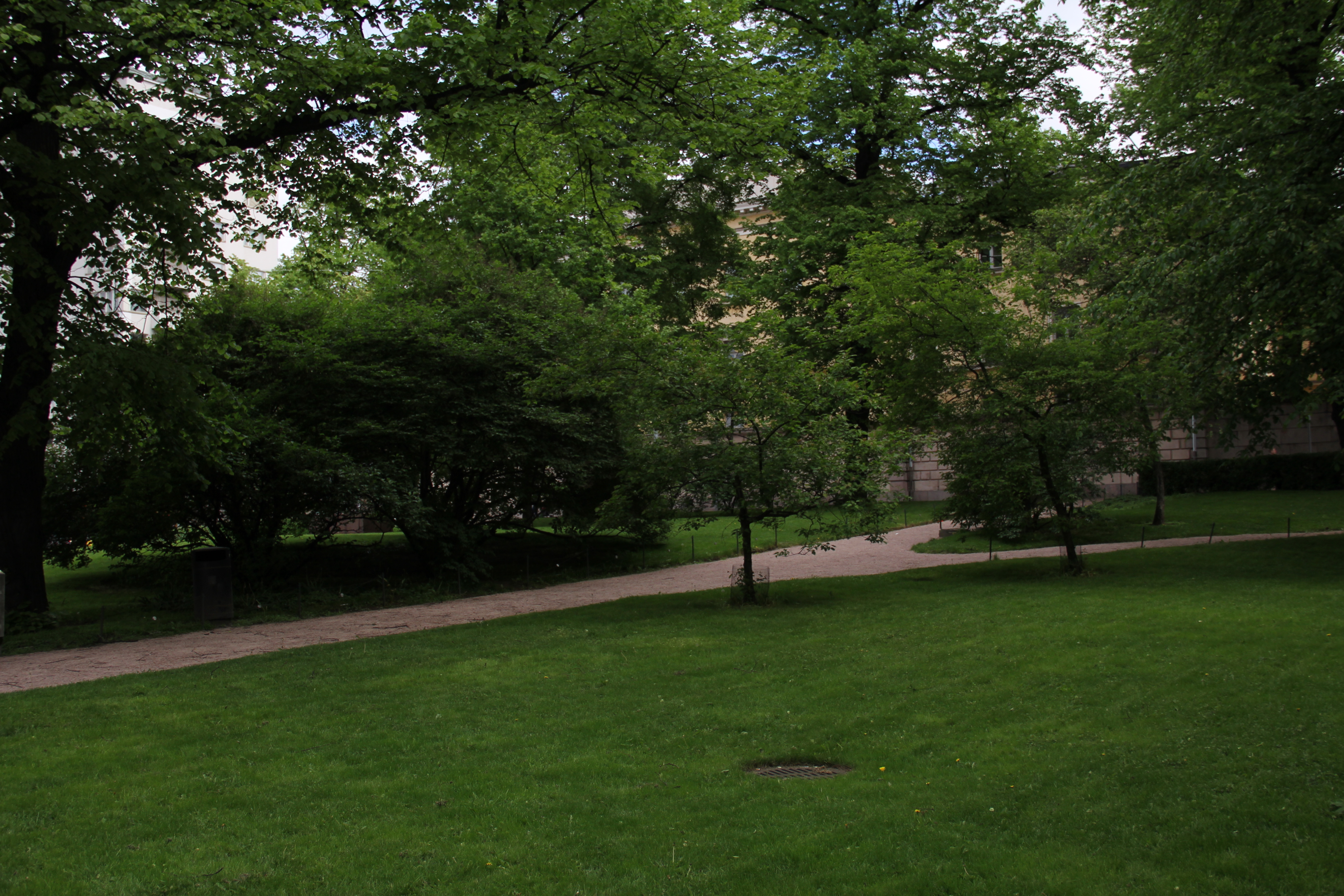
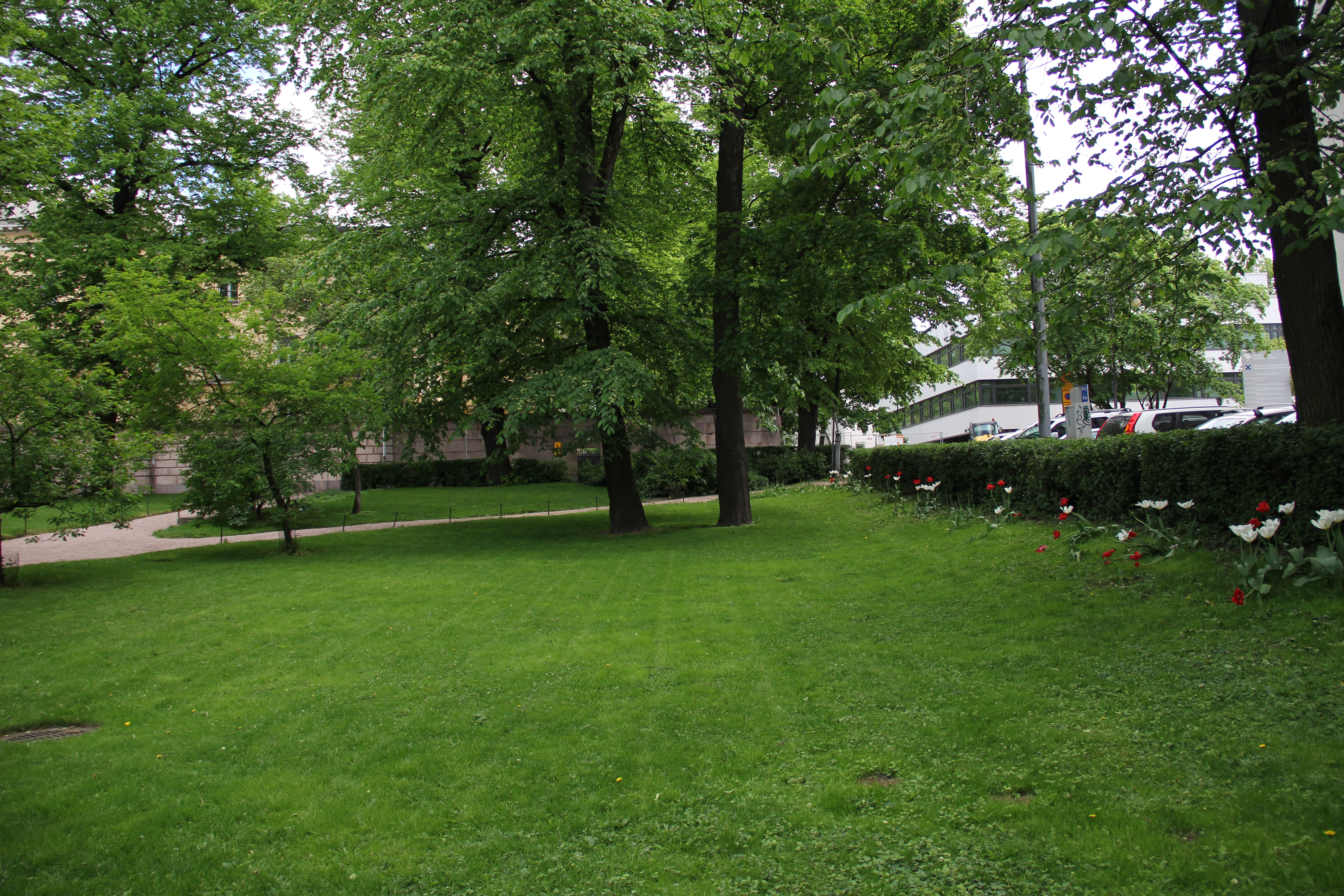
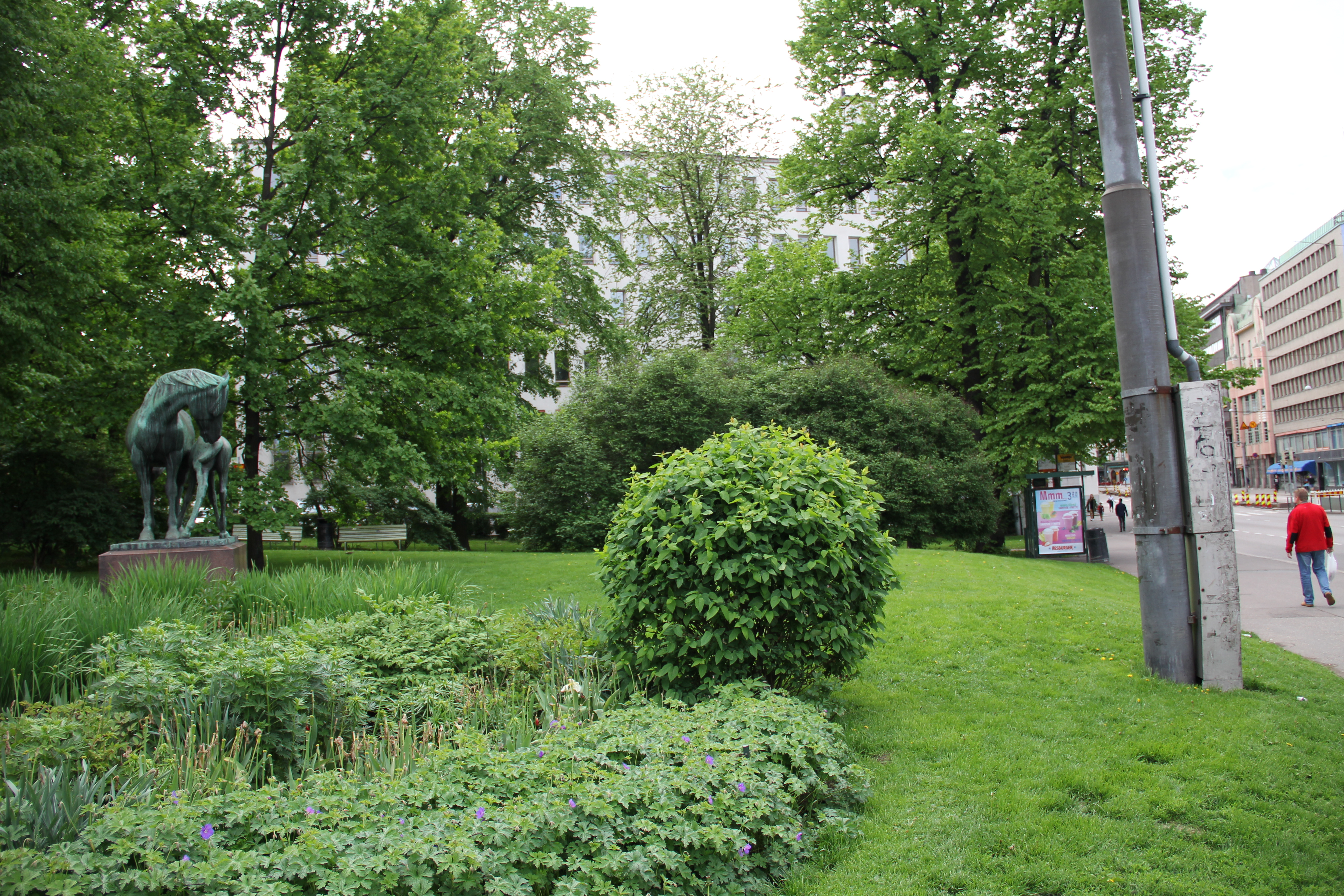